# Hawkesbury Est
Pour les articles homonymes, voir Hawkesbury (homonymie).
Hawkesbury Est, également orthographié Hawkesbury-Est (anglais : East Hawkesbury), est une municipalité de canton de l'Est de l'Ontario, au Canada, située dans les comtés unis de Prescott et Russell. Communauté franco-ontarienne, elle se situe à l'extrême est de la province, sur le lac Dollard-des-Ormeaux (lac fluvial de la rivière des Outaouais), frontière naturelle avec le Québec qui devient terrestre à l'est du canton.

## Géographie
Hawkesbury Est se situe à l'extrémité est de l'Ontario dans les comtés unis de Prescott et Russell dans la région de l'Est de l'Ontario. Son territoire se trouve sur la rive droite de la rivière des Outaouais, à un élargissement formant le lac Dollard-des-Ormeaux. Le territoire de la municipalité est borné à l'ouest par le canton de Champlain, au sud par le canton de Glengarry Nord, compris dans les comtés unis de Stormont, Dundas et Glengarry, à l'est par Rigaud et Pointe-Fortune dans la municipalité régionale de comté (MRC) de Vaudreuil-Soulanges dans la région québécoise de la Montérégie. Au nord, sur la rive opposée de l'Outaouais sont situées les municipalités de Brownsburg-Chatham, de Saint-André-d'Argenteuil et de Grenville-sur-la-Rouge dans la MRC d'Argenteuil dans la région québécoise des Laurentides  Hawkesbury Est se trouve 90 kilomètres à l'ouest de Montréal. Le territoire est réparti sur une superficie de 239,5 km2.

## Urbanisme

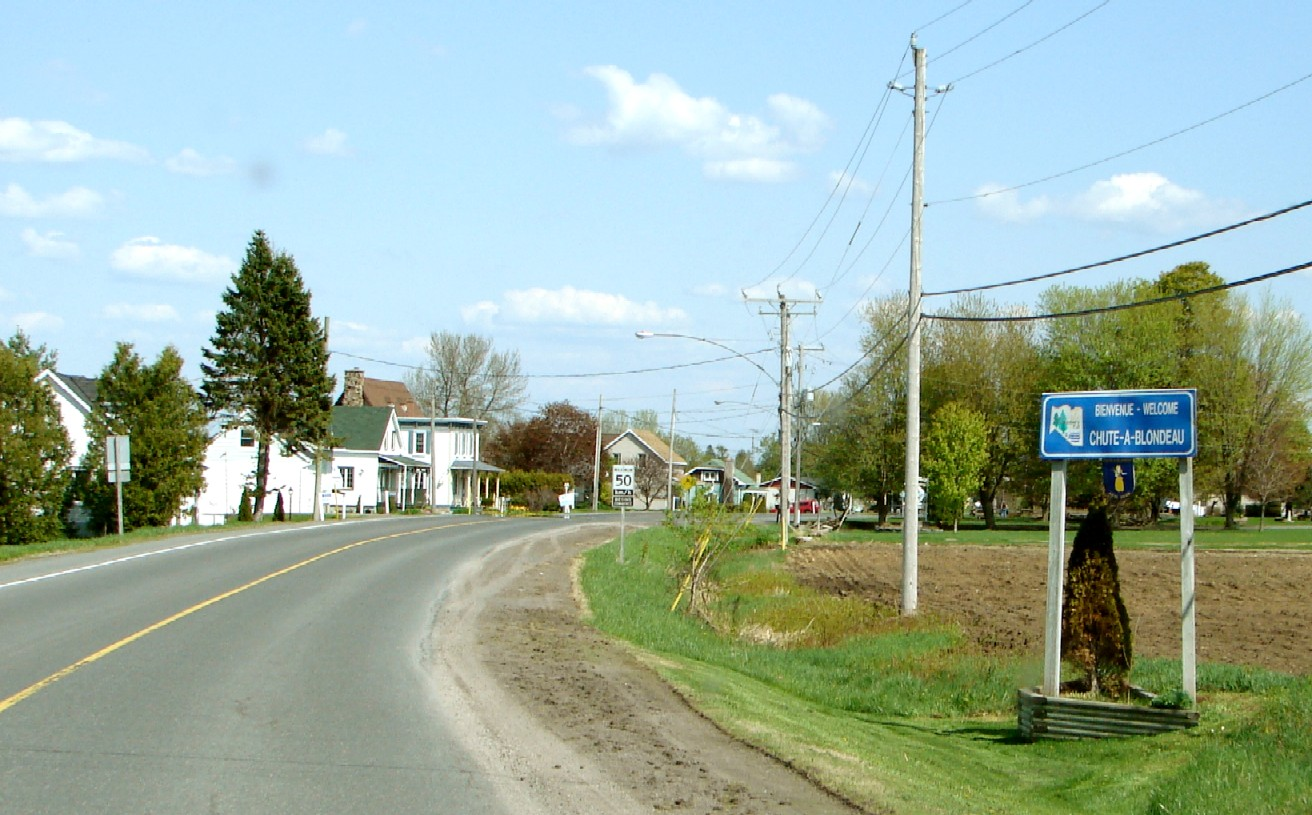
Chute-à-Blondeau

Le territoire est principalement agricole et rural. Le canton compte les trois villages de Chute-à-Blondeau, de Saint-Eugène et de Sainte-Anne-de-Prescott. Il comprend également les hameaux de Barb, Chevrier, Glen Andrew, Golden Hill, La Renouche, Maple Row, Pointe-Fortune, Stardale et St. Davids.

## Histoire
La municipalité a été incorporée le 1er janvier 1850, sous les termes de l’acte Baldwin, chapitre 81 du statut du Canada, 1849 avec M. James Gamble qui officiait de greffier, et M. Nelson Burwash qui agissait à titre d’évaluateur et percepteur pour le canton. Cet acte procurait la création d’un gouvernement municipal pour les villes, villages et cantons et identifiait automatiquement les localités qui avaient accès au statut de municipalité à son effet le 1er janvier 1850. À ce moment, les communautés non incluses dans l’acte et ayant atteint un niveau de population pouvaient se prévaloir le droit de demander le statut de municipalité au comté par pétition pour accéder à l’incorporation. Un canton incorporé possède un Conseil comprenant un maire élu, un sous-préfet et un nombre de conseillers basé sur la population du canton. Les responsabilités du Conseil sont, entre autres, la maintenance du réseau routier du canton et la livraison de services publics tels que l’eau potable. Le conseil d’administration a le pouvoir de gérer les terres ainsi que l’application des lois municipales et leurs maintiens. Le Conseil possède le pouvoir de taxation municipale basée sur les espaces territoriaux. La première assemblée avait eu lieu le 21 janvier 1850, à l’école Leroy, localisée sur le lot 26 de la 5e concession du canton de Hawkesbury Est.

## Politique et administration
Le territoire de Hawkesbury Est est situé dans la circonscription électorale fédérale de Glengarry-Prescott-Russell et dans la circonscription électorale provinciale du même nom.

## Démographie
La population totale de la municipalité est de 3 335 habitants selon le recensement du Canada de 2011. La population varie peu sur la courte période, soit une baisse de 33 habitants (1,0 %) entre 2006 et 2011. La densité brute de la population est de 14,2 habitants/km2 pour l'ensemble de la municipalité. Le parc résidentiel s'élève à 1 386 logements privés, dont 1 317 sont occupés par des résidents habituels,.
| 2001  | 2006  | 2011  | 2016  |
| ----- | ----- | ----- | ----- |
| 3 415 | 3 368 | 3 335 | 3 296 |

## Économie
L’agriculture est une activité économique importante, notamment pour la production du lait, du maïs, des céréales. On compte plusieurs fermes biologiques, ainsi que des activités moins traditionnelles comme l'élevage de chèvres, la production de fromage de chèvre, kéfir et yogourt.

## Culture

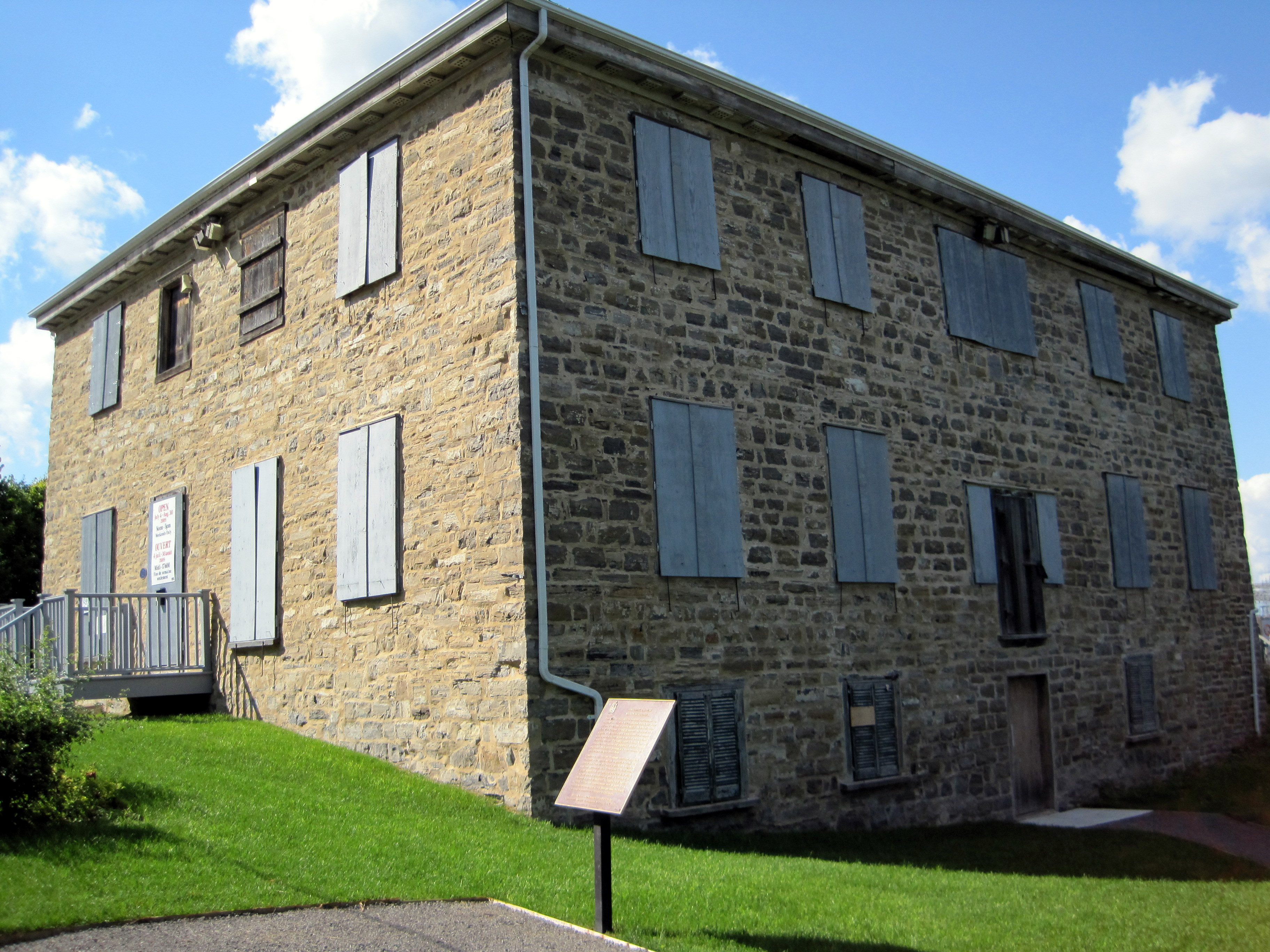
Maison Macdonell-Williamson

La Maison Macdonell-Williamson, près de la centrale de Carillon, est un bâtiment patrimonial reconnu.
L’ancienne borne séparant le Haut-Canada et le Bas-Canada est encore en place.
Le salon des artisans de Hawkesbury Est se tient en novembre à Chute-à-Blondeau.

## Société
L'édition 2012 du Concours international le labour à Chute-à-Blondeau accueille 72 000 visiteurs.